# Miguel Antonio Bernal
Miguel Antonio Bernal Villalaz (Ciudad de Panamá, 31 de octubre de 1949) es un catedrático, abogado, escritor, radiocomentarista, político y activista panameño. Es doctor en Ciencias Políticas por la Universidad de Burdeos (Francia) y doctor honoris causa en la Universidad de Lehigh (Pensilvania).

## Biografía

### Formación
Cursó sus estudios primarios y secundarios en el Colegio De La Salle en la capital panameña, luego se mudó a Francia para cursar sus estudios superiores en la Universidad de Burdeos, donde obtuvo las licenciaturas en Derecho y en Ciencias Políticas. Posteriormente, obtuvo el doctorado en Ciencias Políticas en la misma universidad francesa. Ha sido becado por el gobierno de Francia, además con una beca Fullbright, con el Instituto Internacional de Derecho Público y Relaciones Internacionales (Tesalónica), con las Naciones Unidas ante la Comisión de Derecho Internacional, con el Instituto Interamericano de Derechos Humanos (San José, Costa Rica) y con la Organización de Estados Americanos (en Bolivia y Brasil).

### Vida académica y profesional
Ha sido vicerrector académico de la Universidad de Panamá y ha dirigido el departamento de Derecho Público de la Facultad de Derecho y Ciencias Políticas y del departamento de Ciencia Política en la misma universidad. Es miembro del Academy of Political Science, de la Asociación Internacional de Ciencia Política, de la Asociación Internacional de Derecho Constitucional, fue presidente del Instituto de Estudios Políticos e Internacionales, presidente de la Asociación Panameña de Derecho Constitucional y vicepresidente de la Academia Istmeña de Derecho Internacional. Es socio fundador y presidente de la firma de abogados Bernal & Asociados, en 2003 fue nombrado miembro del Tribunal de Honor del Colegio Nacional de Abogados de Panamá y llegó a presidirlo en el período 2007-2008.
Ejerce la docencia como catedrático titular de la Facultad de Derecho y Ciencias Políticas de la Universidad de Panamá, en las cátedras de Ciencias Políticas, Derecho Constitucional y Derecho Internacional Público. También fue profesor del Departamento de Ciencias Políticas de la Universidad Estatal de Florida (campus de Panamá) hasta 2003. Ha sido profesor en la Universidad de Lehigh y en el Moravian College, en Bethlehem (Pensilvania), en el Davidson College (Carolina del Norte), en la Universidad Santa María la Antigua (Panamá) y en la Universidad Nacional Autónoma de México.
Como escritor ha redactado numerosos artículos en periódicos de Estados Unidos, México, España y Panamá. Ha sido corresponsal de la revista Visión y Progreso, de Le Monde Diplomatique en español, columnista y periodista internacional de Unomásuno (México), columnista y jefe de la sección internacional de El Sol de México, columnista y editor internacional de La Prensa (Panamá). Como comentarista radial, creó su propio programa de análisis y comentarios políticos llamado Alternativa, que ha estado activo con ciertas interrupciones desde 1979.
Ha sido condecorado por Francia con la Orden de las Palmas Académicas en grado de Comendador.

### Vida política

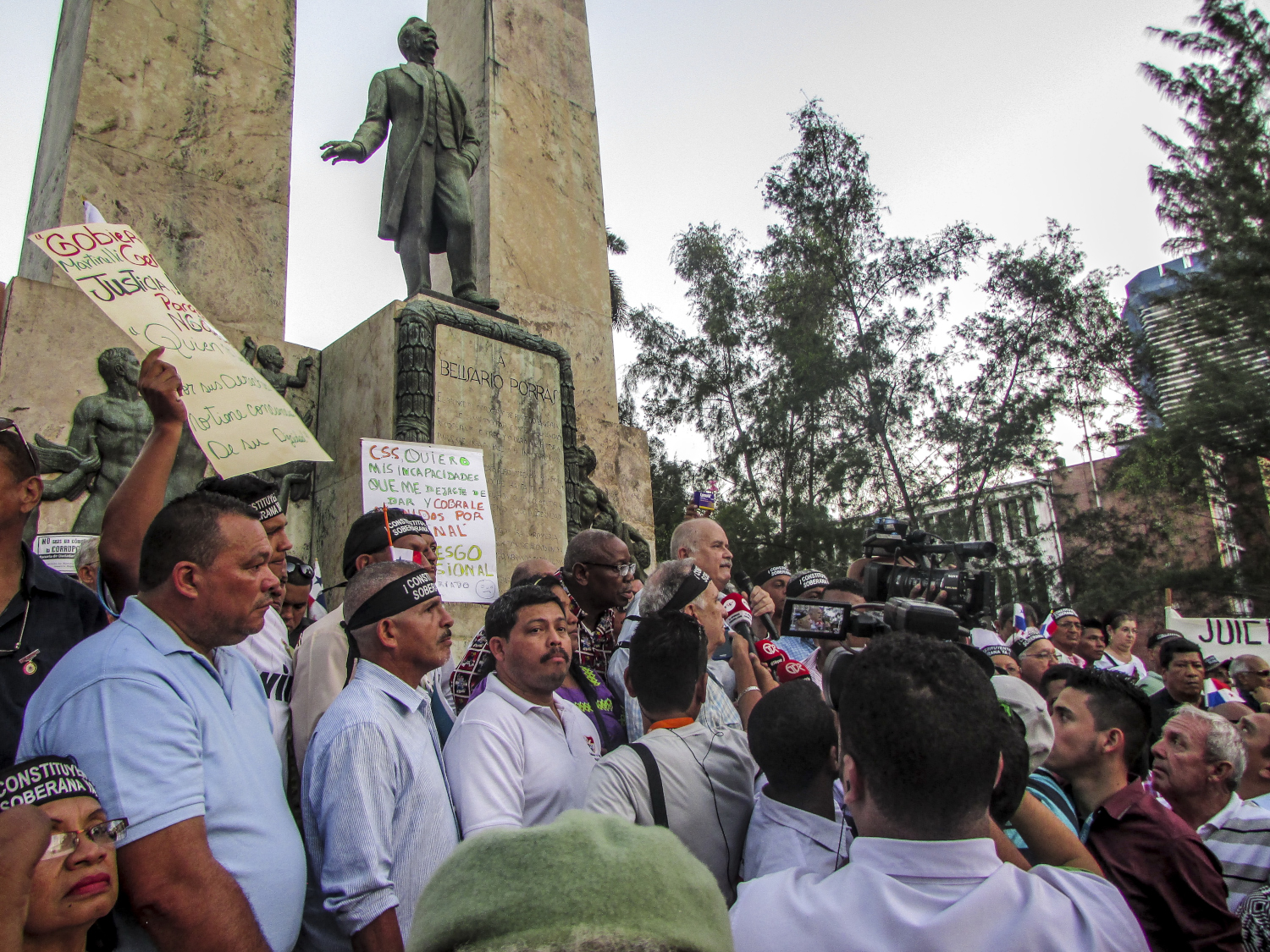
Miguel Antonio Bernal (al centro) dirigiendo una protesta en el Parque Porras (2015).

Como político, fue opositor al régimen militar de Omar Torrijos Herrera desde la década de 1970, lo que conllevó a su exilio en febrero de 1976, donde pasó a Quito y luego a México, D.F.. En junio de 1978 regresó a Panamá donde reinició su activismo como comentarista radial, siendo cancelada su licencia como locutor en 1981. El 10 de diciembre de 1979 fue atacado gravemente por leales al régimen frente a la Iglesia de Don Bosco.
Con la muerte de Torrijos, Bernal pudo recuperar su licencia como radiocomentarista en 1983 prosiguió su oposición al régimen y confrontó políticamente a Manuel Antonio Noriega, siendo sancionado en marzo de 1986 con una nueva cancelación de su licencia de locutor y recibiendo una multa de 2500 balboas por parte del gobierno. En respuesta, Bernal pagó la multa con monedas de un centésimo de balboa (las de menor denominación), producto de una colecta con sus seguidores y las entregó con un camión lleno de 300 mil monedas a modo de protesta, conocida como "centavo de la dignidad". En julio de 1986 fue encarcelado por un tiempo en la prisión de El Renacer, producto de una denuncia de calumnia e injuria.
Tras el estallido popular que generó el Viernes Negro, el 10 de julio de 1987, Bernal estuvo comunicando sobre las acciones de los opositores a Noriega y participó activamente de las protestas, pero fue atacado y herido en varias ocasiones y fue acusado de incendiar el Almacén Dante (luego se confirmó que seguidores de Noriega lo provocaron), lo que conllevó a pasar a la clandestinidad por un tiempo. El 2 de agosto de 1987, los servicios secretos de Noriega a través del G-2 ingresaron a su casa con el fin de arrestarlo, pero logró huir y exiliarse por segunda vez unos días después. Bernal prosiguió con su papel de comunicador, a través de un semanario vía fax, donde seguía informando sobre irregularidades del régimen de Noriega. Luego de la invasión estadounidense de 1989, que conllevó al colapso de los militares panameños, Bernal regresó del exilio en julio de 1990 y retomó su labor como comentarista.
Tras la restauración de la democracia en el país, fue candidato a alcalde del distrito capital en las elecciones generales de 1999 (apoyado por el Partido Arnulfista y el Molirena) y en 2009 (apoyado por Unión Patriótica y el Partido Liberal). Desde el 1 de octubre de 1999 hasta el 1 de junio de 2000 fue asesor presidencial de Mireya Moscoso dentro del Ministerio de Relaciones Exteriores, pero renunció tras diferencias con el gobierno, convirtiéndose eventualmente en opositor. En las elecciones generales de 2019 se postuló como precandidato a la presidencia de la República bajo la figura de libre postulación, pero no pudo obtener firmas suficientes para alcanzar el umbral mínimo para estar en la papeleta.
Desde el 1 de julio de 2024 es el asesor presidencial de José Raúl Mulino en temas constitucionales.

## Obras
- Los tratados Carter-Torrijos: una traición histórica (1° edición en 1975 y 2° edición en 1985)
- Síntesis de derecho internacional público (coautor, 1981)
- Recurso de inconstitucionalidad contra las reformas al código de trabajo (1985)
- Constitución política de Panamá (editor; edición comparada de los años 1985, 1987, 1991, 1995, 1997)
- Militarismo y administración de justicia (1986)
- The Fax Against Noriega: A Panamanian Warrior in the USA (1990)
- Declaraciones y convenios sobre derechos humanos (1991)
- ¿Reformas o constituyente? (1992)
- Constituyente y democracia (1° edición en 2000 y 2° edición en 2001)
- Evolución constitucional desde la separación de Panamá (2004)